# Zygosepalum labiosum
Zygosepalum labiosum là một loài thực vật có hoa trong họ Lan. Loài này được (Rich.) C.Schweinf. miêu tả khoa học đầu tiên năm 1967.

## Hình ảnh

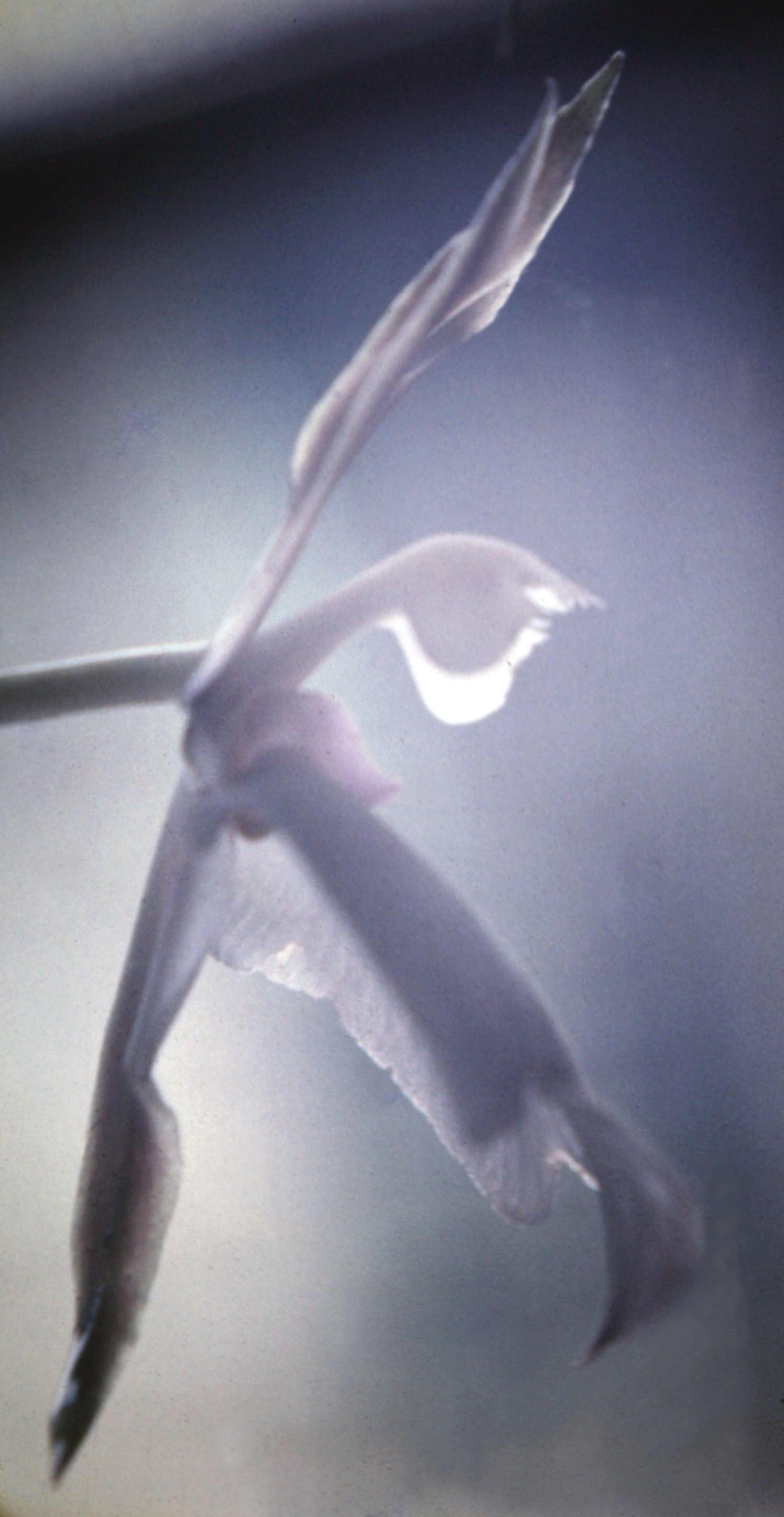
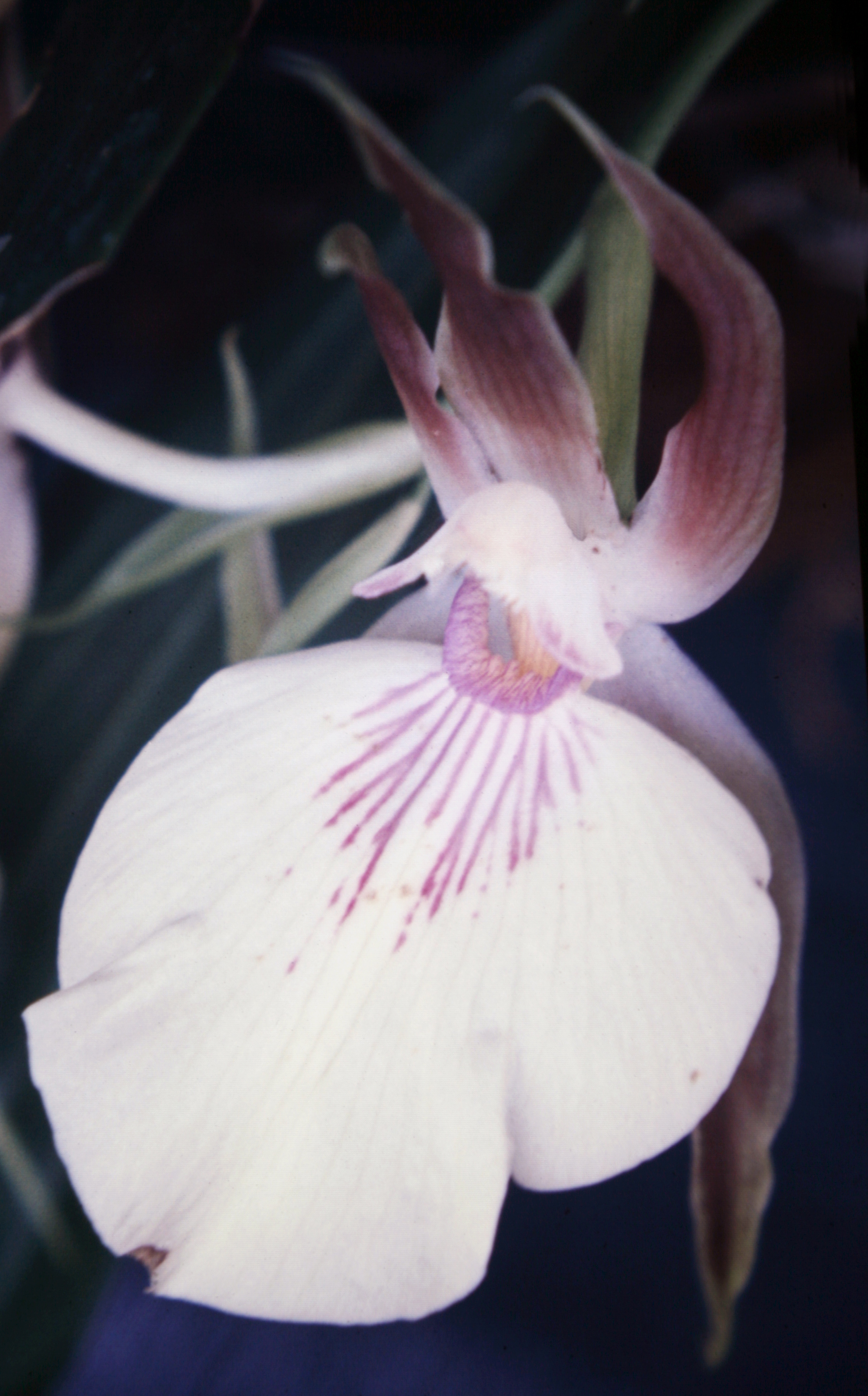
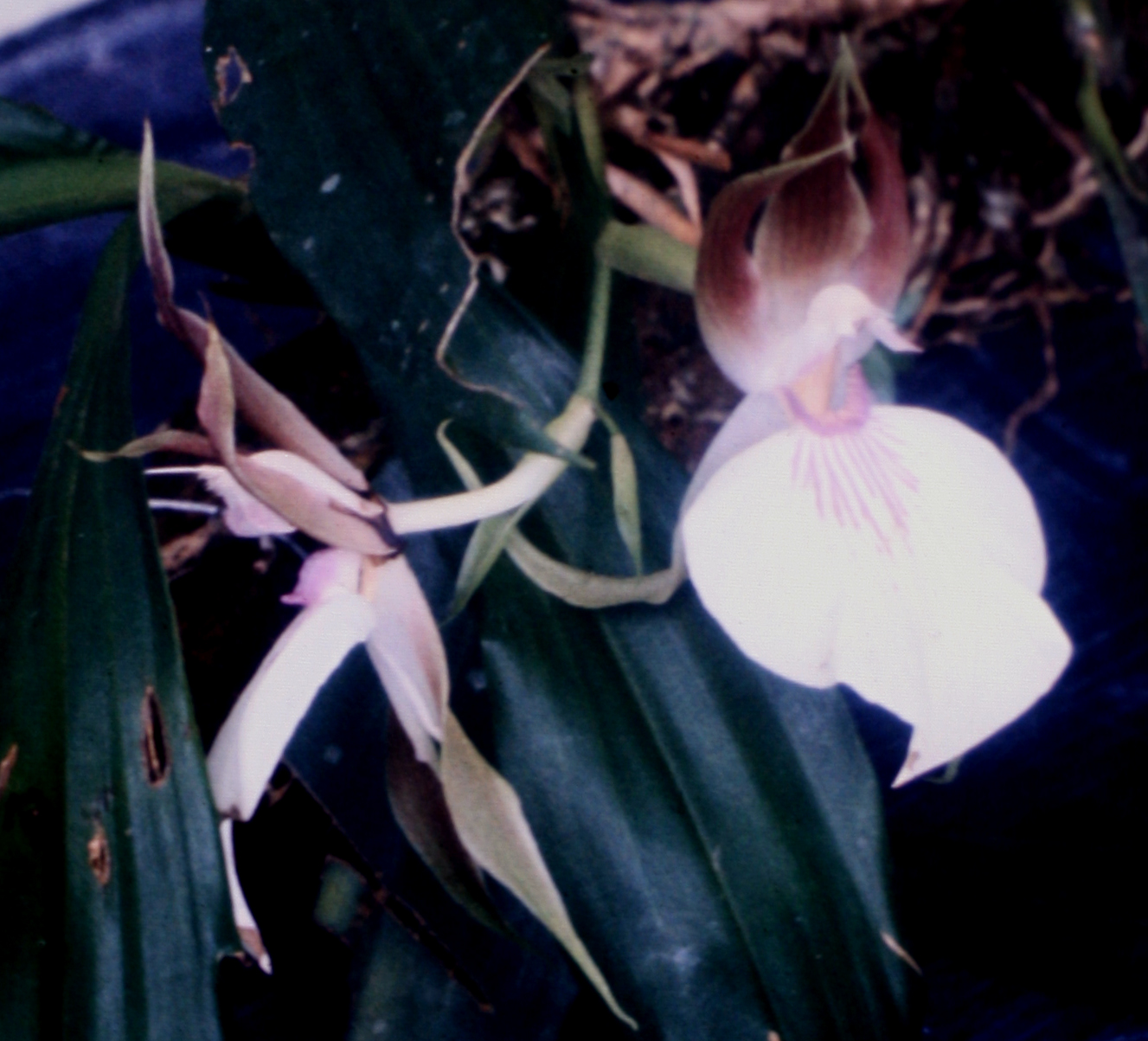
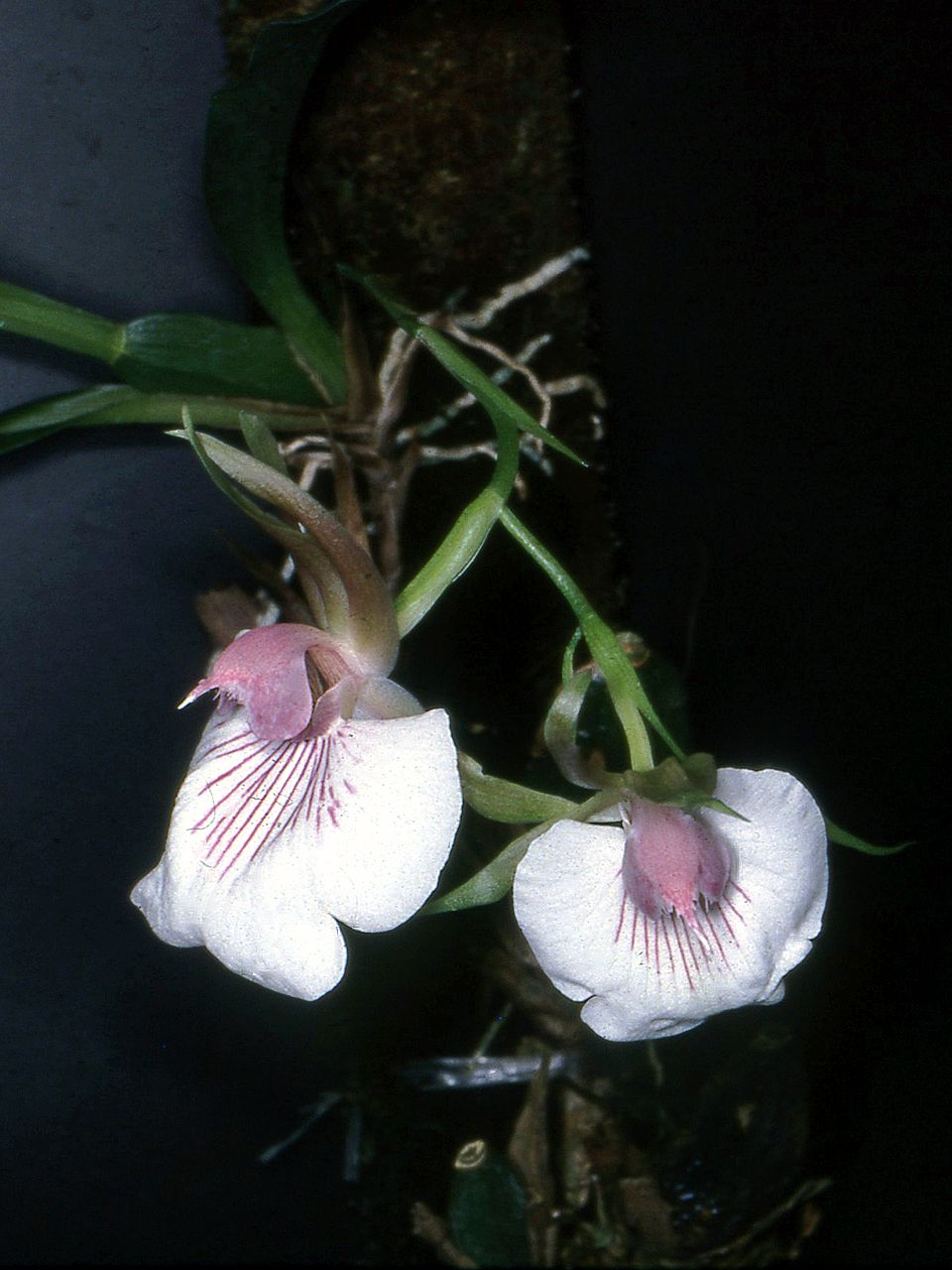